# نهر سي أو إي الجليدي
نهر سي أو إي الجليدي هو نهر جليدي يقع فوق جبل هود، ولاية أوريغون، الولايات المتحدة.